# 小行星7827
小行星7827（英語：7827）是一颗围绕太阳公转的小行星。1992年8月22日，亨利·E·霍爾特在帕洛马山发现了此天体。
这颗小行星的绝对星等为168.7719689319419等。